# WWE Tough Enough
'WWE Tough Enough', originalmente conhecido como 'WWF Tough Enough' é um programa estilo reality show produzido pela WWE, onde os participantes competem por um contrato com a WWE. Havia dois vencedores por temporada durante as três primeiras temporadas, e somente um vencedor na quarta temporada. As três primeiras temporadas foram transmitidas na MTV, e a quarta foi transmitida no WWE SmackDown, que era transmitido na UPN. Em 4 de abril de 2011, está previsto o retorno do Tough Enough, um dia após Wrestlemania XXVII.

## Treinadores da Primeira temporada
- Bret Hart
- Al Snow
- Jacqueline
- Tori
- Tazz

## Participantes da Primeira Temporada
- Bobbie Jo
- Chris Nifong
- Christopher Nowinski (também conhecido como Chris Harvard) (futuramente entrou para o RAW, mas sofreu uma lesão grave e foi obrigado a aposentar-se)
- Darryl Cross
- Greg Matthews (Ingressou em diversas promoções de wrestling)
- Jason
- Josh Lomberger (futuramente entrou para o SmackDown! como ring announcer e atualmente trabalha como comentarista na ECW)
- Maven Huffman (vencedor)
- Nidia Guenard (vencedor)
- Paulina
- Shadrick
- Taylor Matheny
- Victoria

## Segunda Temporada
A segunda temporada aconteceu após a troca de nome da WWF para 'WWE', e teve como vencedoras Linda Miles e Jackie Gayda (ambas liberadas do contrato futuramente)

## Treinadores da Segunda Temporada
- Al Snow
- Hardcore Holly
- Chavo Guerrero
- Ivory

## Participantes da Segunda Temporada
- Aaron
- Alicia
- Danny
- Hawk
- Jackie (vencedora)
- Jake
- Jessie
- Kenny
- Linda (vencedora)
- Matt Morgan
- Pete
- Robert

## Terceira Temporada
A terceira temporada teve como vencedor John Morrison que teve seu contrato com a WWE encerrado..
Melina fez testes para Tough Enough 3, e foi bem, mas foi cortada da competição. Porém, durante seus testes, Melina conheceu John Morrison, com quem começou uma relação amorosa, e hoje ela trabalha para a WWE, na brand RAW, e se tornou a primeira participante do Tough Enough a vencer o Women's Championship

## Treinadores da Terceira Temporada
- Al Snow
- Bill DeMott
- Ivory

## Participantes
- Eric
- Jamie
- Jill
- John (vencedor)
- Martin Olivas
- Drew Dishman
- Justin
- Kelly
- Lisa
- Matthew (vencedor)
- Alex Rosas
- Rebekah
- Scott

## $1,000,000 Tough Enough, Quarta Temporada
O quarto Tough Enough foi conduzido na brand SmackDown! enquanto no RAW se disputava o Diva Search o premio era um contrato de $1,000,000 de quatro anos, com 1 ano garantido apenas. O vencedor foi Daniel Puder, ele foi liberado de seu contrato em dezembro de 2005.
Um DVD da quarta temporada foi feito em 2005.

## Versão de 2011

### Ordem de eliminação
| #  | Contestants        | Episodes | Episodes | Episodes | Episodes | Episodes | Episodes | Episodes | Episodes | Episodes | Episodes |
| #  | Contestants        | 1        | 2        | 3        | 4        | 5        | 6        | 7        | 8        | 9        | 10       |
| -- | ------------------ | -------- | -------- | -------- | -------- | -------- | -------- | -------- | -------- | -------- | -------- |
| 1  | Andy Leavine       | SALVO    | SALVO    | SALVO    | SALVO    | SALVO    | SALVO    | SALVO    | RISCO    | RISCO    | VENCEDOR |
| 2  | Luke Robinson      | BEM      | BEM      | SALVO    | SALVO    | RISCO    | BEM      | SALVO    | SALVO    | RISCO    | SEGUNDO  |
| 3  | Jeremiah Riggs     | SALVO    | SALVO    | SALVO    | SALVO    | SALVO    | SALVO    | SALVO    | SALVO    | FORA     |          |
| 4  | A.J. Kirsch        | SALVO    | SALVO    | SALVO    | SALVO    | SALVO    | RISCO    | SALVO    | FORA     |          |          |
| 5  | Christina Crawford | SALVA    | SALVA    | SALVA    | SALVA    | RISCO    | SALVA    | SALVA    | FORA     |          |          |
| 6  | Martin Casaus      | SALVO    | SALVO    | BEM      | BEM      | BEM      | BEM      | LES      |          |          |          |
| 7  | Ivelisse Velez     | SAFE     | SALVA    | SALVA    | SALVA    | SALVA    | FORA     |          |          |          |          |
| 8  | Eric Watts         | RISCO    | SALVO    | SALVO    | SALVO    | SALVO    | FORA     |          |          |          |          |
| 9  | Ryan Howe          | SALVO    | RISCO    | RISCO    | SALVO    | FORA     |          |          |          |          |          |
| 10 | Rima Fakih         | SALVA    | RISCO    | RISCO    | FORA     |          |          |          |          |          |          |
| 11 | Mickael Zaki       | SALVO    | SALVO    | FORA     |          |          |          |          |          |          |          |
| 12 | Michelle Deighton  | RISCO    | SALVO    | DESIST   |          |          |          |          |          |          |          |
| 13 | Matt Capiccioni    | SALVO    | FORA     |          |          |          |          |          |          |          |          |
| 14 | Ariane Andrew      | FORA     |          |          |          |          |          |          |          |          |          |

     O participante venceu a competição.
     O participante foi o melhor da semana no desafio de habilidades.
     O participante não teve risco de ser eliminado.
     O participante teve risco de ser eliminado.
     O participante foi eliminado.
     O participante desistiu.
     O participante deixou a competição devido a uma lesão.